# Álex Corretja
Alejandro Corretja Verdegay (Barcelona; 11 de abril de 1974) es un extenista español y comentarista de televisión de este deporte. 
Ganó un ATP World Tour Finals (Torneo de Maestros), dos Masters Series, catorce ATP Tour. Fue número 2 del mundo del ranking ATP en 1999 y fue doble finalista en Roland Garros (1998 y 2001). Como internacional, formó parte del equipo de la primera Copa Davis (2000) lograda por España.
Una vez retirado, fue capitán del equipo español de Copa Davis de 2012 a 2013. Desde 2006 se dedica a comentar los partidos en televisíón y colabora en emisoras de radio. 

## Trayectoria
Profesional
- Formó parte del Equipo de Copa Davis de España desde 1996 hasta 2003, siendo campeón en el año 2000 y finalista en 2003. Su balance total es de 20-11 (en individuales 12-3 y en dobles 8-8).

- Representó a España en la Copa Mundial por Equipos de Düsseldorf, en los años 1999, 2001, 2002, 2003 y 2004, con un balance de 14-10.

- Obtuvo la medalla de bronce en los Juegos Olímpicos de Sídney 2000 en la modalidad de dobles, junto a Albert Costa.

- Se proclamó bicampeón del Master Nacional de Tenis, en La Coruña 1998 y en Madrid 2000.

- Entre las marcas que patrocinaron al tenista destacan Asics y Lacoste para vestimenta y Wilson y Babolat en raquetas

Post-profesional
- Debido a una lesión en el ojo izquierdo, de la que se operó el 19 de septiembre de 2005, anunció su retirada definitiva del tenis profesional un año después, el 23 de septiembre de 2006, al comprobar que su visión era limitada, en ese ojo, al 50-60 por ciento, imposibilitándole continuar en activo. El anuncio de la retirada definitiva lo hizo, en primera instancia, a través de una entrevista concedida a TV3, Televisión de Cataluña el día 19 de septiembre de 2006. El 23 de septiembre de 2006, confirmó su retirada en Santander en una conferencia de prensa coincidiendo con una eliminatoria de Copa Davis entre España e Italia. El 28 de septiembre de 2007 su club de siempre, el Club Tennis de la Salut de Barcelona le hizo un cálido homenaje al que no faltaron su familia y sus amigos. Desde ese día, la pista número 4 del club lleva el nombre de «Àlex Corretja Verdegay».

- Desde 2006, es comentarista habitual de tenis, en las transmisiones de TVE, para sustituyendo a Emilio Sánchez Vicario, y en Eurosport. Desde 2020 colabora en los programas de Cadena Ser de radio.  En 2024 ficha por Movistar+Plus si bien seguirá con Eurosport solo en dos competiciones, el Open de Australia y Roland Garros.  [2] [3] [4]

- Entre 2008 y 2011, trabajó con Andy Murray para la temporada de tierra batida, incluyendo la participación del británico en los torneos de Montecarlo, Roma, Hamburgo y Roland Garros.

- El 27 de diciembre de 2011, fue nombrado capitán del equipo español de Copa Davis, cargo en el que permaneció dos años.[5][6]

- En 2016 fue seleccionado por la ATP como uno de los mejores tenistas de la historia que no obtuvo un título de Grand Slam.[7]

## Títulos (20; 17+3)

### Grand Slam

#### Finalista en Individuales (2)
| Año  | Campeonato    | Contrincante en la final | Resultado en final |
| 1998 | Roland Garros | Carlos Moyá              | 3-6 5-7 3-6        |
| 2001 | Roland Garros | Gustavo Kuerten          | 7-6(3) 5-7 2-6 0-6 |

#### Clasificación en torneos del Grand Slam
| Torneo             | 2004 | 2003 | 2002 | 2001 | 2000 | 1999 | 1998 | 1997 | 1996 | 1995 | 1994 | 1993 | 1992 | Acumulado |
| ------------------ | ---- | ---- | ---- | ---- | ---- | ---- | ---- | ---- | ---- | ---- | ---- | ---- | ---- | --------- |
| Australian Open    | 2R   | 1R   | 1R   | -    | 2R   | 2R   | 3R   | 2R   | 2R   | -    | -    | -    | -    | 0         |
| Roland Garros      | 3R   | 1R   | SF   | F    | CF   | CF   | F    | 4R   | 2R   | 4R   | 3R   | 1R   | 1R   | 0         |
| Wimbledon          | 1R   | -    | -    | -    | -    | -    | 1R   | -    | 2R   | -    | 2R   | -    | -    | 0         |
| US Open            | 1R   | 1R   | 3R   | 3R   | 3R   | 1R   | 4R   | 3R   | CF   | 2R   | 1R   | 1R   | 1R   | 0         |
| Tennis Masters Cup | -    | -    | -    | -    | RR   | -    | G    | -    | -    | -    | -    | -    | -    | 1         |

### Individuales (17)
| Clave                  |
| Grand Slam (0)         |
| Tennis Masters Cup (1) |
| ATP Masters Series (2) |
| ATP Tour (14)          |

| N.º | Fecha                   | Torneo                       | Superficie    | Contrincante en la final | Resultado           |
| --- | ----------------------- | ---------------------------- | ------------- | ------------------------ | ------------------- |
| 1.  | 7 de noviembre de 1994  | Buenos Aires                 | Tierra batida | Javier Frana             | 6-3 5-7 7-6(5)      |
| 2.  | 7 de abril de 1997      | Estoril                      | Tierra batida | Francisco Clavet         | 6-3 7-5             |
| 3.  | 12 de mayo de 1997      | Roma Masters                 | Tierra batida | Marcelo Ríos             | 7-5 7-5 6-4         |
| 4.  | 14 de julio de 1997     | Stuttgart                    | Tierra batida | Karol Kučera             | 6-2 7-5             |
| 5.  | 9 de febrero de 1998    | Dubái                        | Dura          | Félix Mantilla           | 7-6 6-1             |
| 6.  | 6 de julio de 1998      | Gstaad                       | Tierra batida | Boris Becker             | 7-6(5) 7-5 6-3      |
| 7.  | 17 de agosto de 1998    | Indianápolis                 | Dura          | Andre Agassi             | 2-6 6-2 6-3         |
| 8.  | 19 de octubre de 1998   | Lyon                         | Moqueta       | Tommy Haas               | 2-6 7-6(6) 6-1      |
| 9.  | 23 de noviembre de 1998 | Tennis Masters Cup, Hannover | Dura          | Carlos Moyá              | 3-6 3-6 7-5 6-3 7-5 |
| 10. | 13 de marzo de 2000     | Indian Wells Masters         | Dura          | Thomas Enqvist           | 6-4 6-4 6-3         |
| 11. | 10 de julio de 2000     | Gstaad                       | Tierra batida | Mariano Puerta           | 6-1 6-3             |
| 12. | 24 de julio de 2000     | Kitzbühel                    | Tierra batida | Emilio Benfele Álvarez   | 6-3 6-1 3-0         |
| 13. | 14 de agosto de 2000    | Washington                   | Dura          | Andre Agassi             | 6-2 6-3             |
| 14. | 16 de octubre de 2000   | Toulouse                     | Dura          | Carlos Moyá              | 6-3 6-2             |
| 15. | 16 de julio de 2001     | Ámsterdam                    | Tierra batida | Younes El Aynaoui        | 6-3 5-7 7-6 3-6 6-4 |
| 16. | 8 de julio de 2002      | Gstaad                       | Tierra batida | Gastón Gaudio            | 6-3 7-6(3) 7-6(3)   |
| 17. | 22 de julio de 2002     | Kitzbühel                    | Tierra batida | Juan Carlos Ferrero      | 6-4 6-1 6-3         |

#### Finalista en individuales (13)
- 1992: Guarujá (pierde ante Carsten Arriens)
- 1994: Palermo (pierde ante Alberto Berasategui)
- 1996: Hamburgo Masters (pierde ante Roberto Carretero)
- 1996: Kitzbühel (pierde ante Alberto Berasategui)
- 1996: Marbella (pierde ante Marc-Kevin Goellner)
- 1997: Montecarlo Masters (pierde ante Marcelo Ríos)
- 1997: Múnich (pierde ante Mark Philippoussis)
- 1998: Hamburgo Masters (pierde ante Albert Costa)
- 1998: Roland Garros (pierde ante Carlos Moyá)
- 1999: Sídney (pierde ante Todd Martin)
- 1999: Long Island (pierde ante Magnus Norman)
- 1999: Mallorca (pierde ante Juan Carlos Ferrero)
- 2001: Roland Garros (pierde ante Gustavo Kuerten)

### Dobles (3)
| N.º | Fecha                | Torneo    | Superficie    | Pareja          | Oponentes                        | Resultado   |
| 1.  | 1 de octubre de 1995 | Palermo   | Tierra batida | Fabrice Santoro | Hendrik Jan Davids Piet Norval   | 6-7 6-4 6-3 |
| 2.  | 5 de mayo de 1997    | Múnich    | Tierra batida | Pablo Albano    | Karsten Braasch Jens Knippschild | 3-6 7-5 6-2 |
| 3.  | 29 de julio de 2001  | Kitzbühel | Tierra batida | Luis Lobo       | Simon Aspelin Andrew Kratzmann   | 6-3 4-6 6-3 |

#### Finalista en dobles (4)
- 1995: Oporto.
- 1997: Barcelona
- 2001: Amersfoort
- 2002: Kitzbühel

## Evolución en el ranking ATP (individuales)
| Año  | Puesto |
| ---- | ------ |
| 1991 | 235.º  |
| 1992 | 86.º   |
| 1993 | 76.º   |
| 1994 | 22.º   |
| 1995 | 48.º   |
| 1996 | 23.º   |
| 1997 | 12.º   |
| 1998 | 3.º    |
| 1999 | 27.º   |
| 2000 | 8.º    |
| 2001 | 16.º   |
| 2002 | 19.º   |
| 2003 | 100.º  |
| 2004 | 114.º  |
| 2005 | 525.º  |

## Condecoraciones
| Distinción                                                     | Año  |
| -------------------------------------------------------------- | ---- |
| Medalla de Oro – Real Orden del Mérito Deportivo               | 1999 |
| Galardón                                                       | Año  |
| Premio Nacional del Deporte «Mejor deportista español del año» | 1998 |

## Vida privada
En el terreno personal, Alex estuvo casado con Marta Cors, con la que tiene dos hijas: Aroa y Carla. Desde julio de 2010, mantiene una relación con la modelo Martina Klein, con la cual tiene una hija, llamada Erika, nacida el 10 de enero de 2017.

## Filmografía
- Documental Copa Davis (4 de abril de 2012), «Ídolos de Copa Davis - Alex Corretja» en YouTube.